# Segelboot

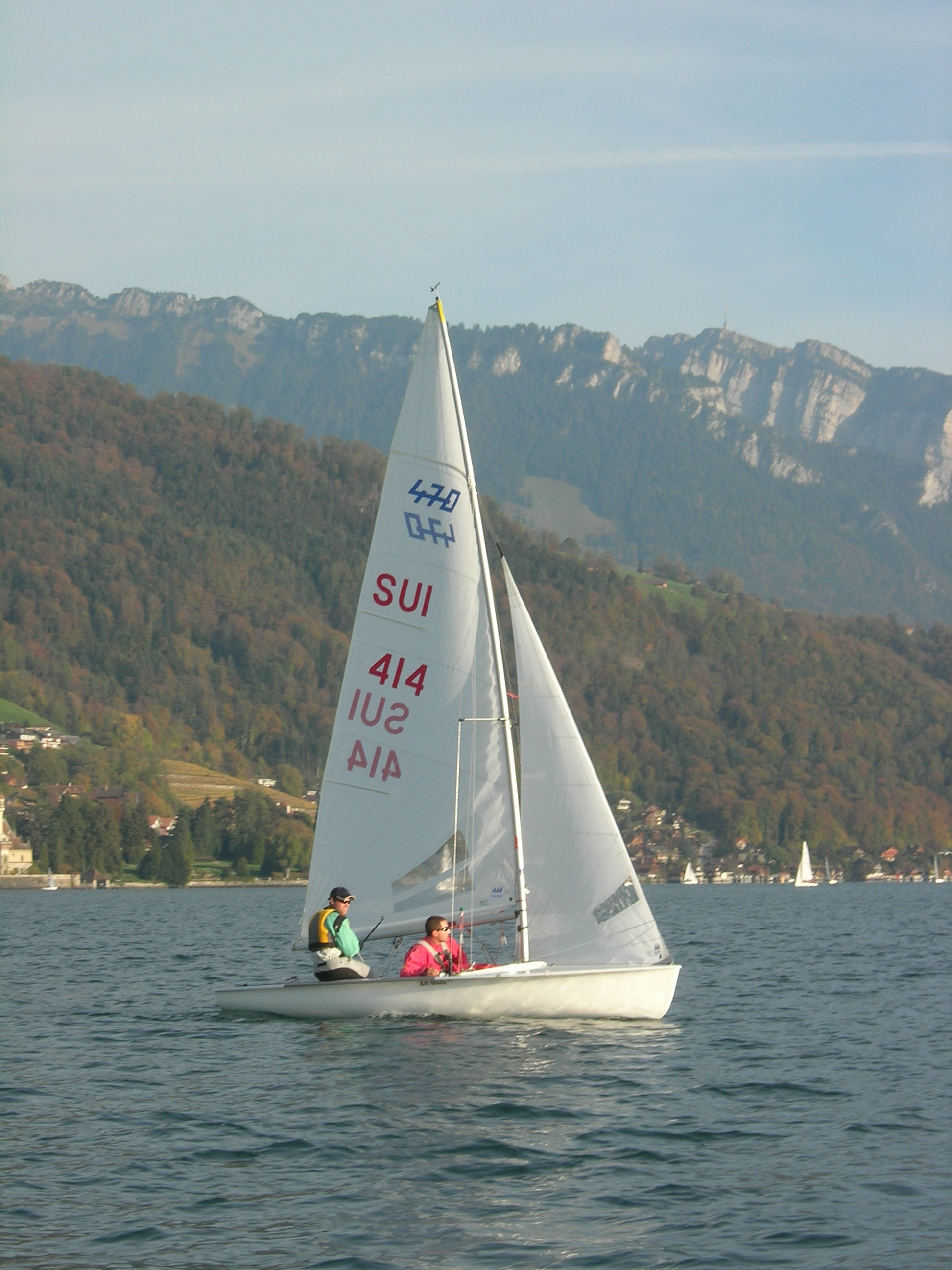
Ein Segelboot (Jolle)

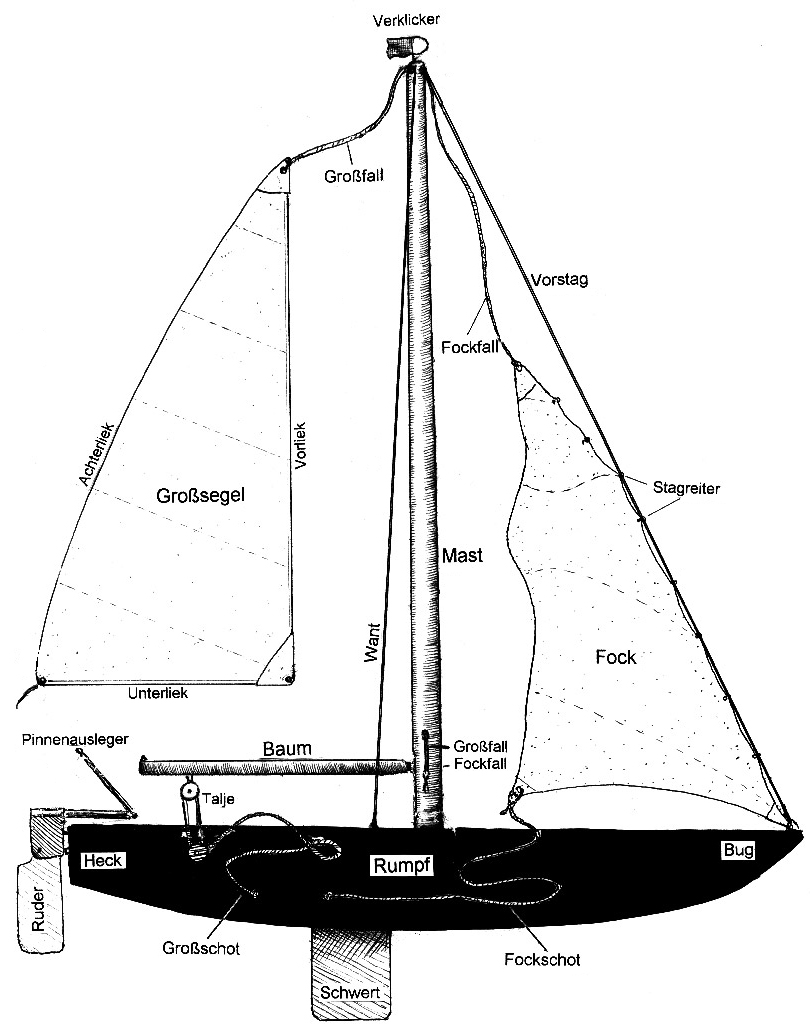
Bezeichnungen der Teile eines einfachen Segelbootes

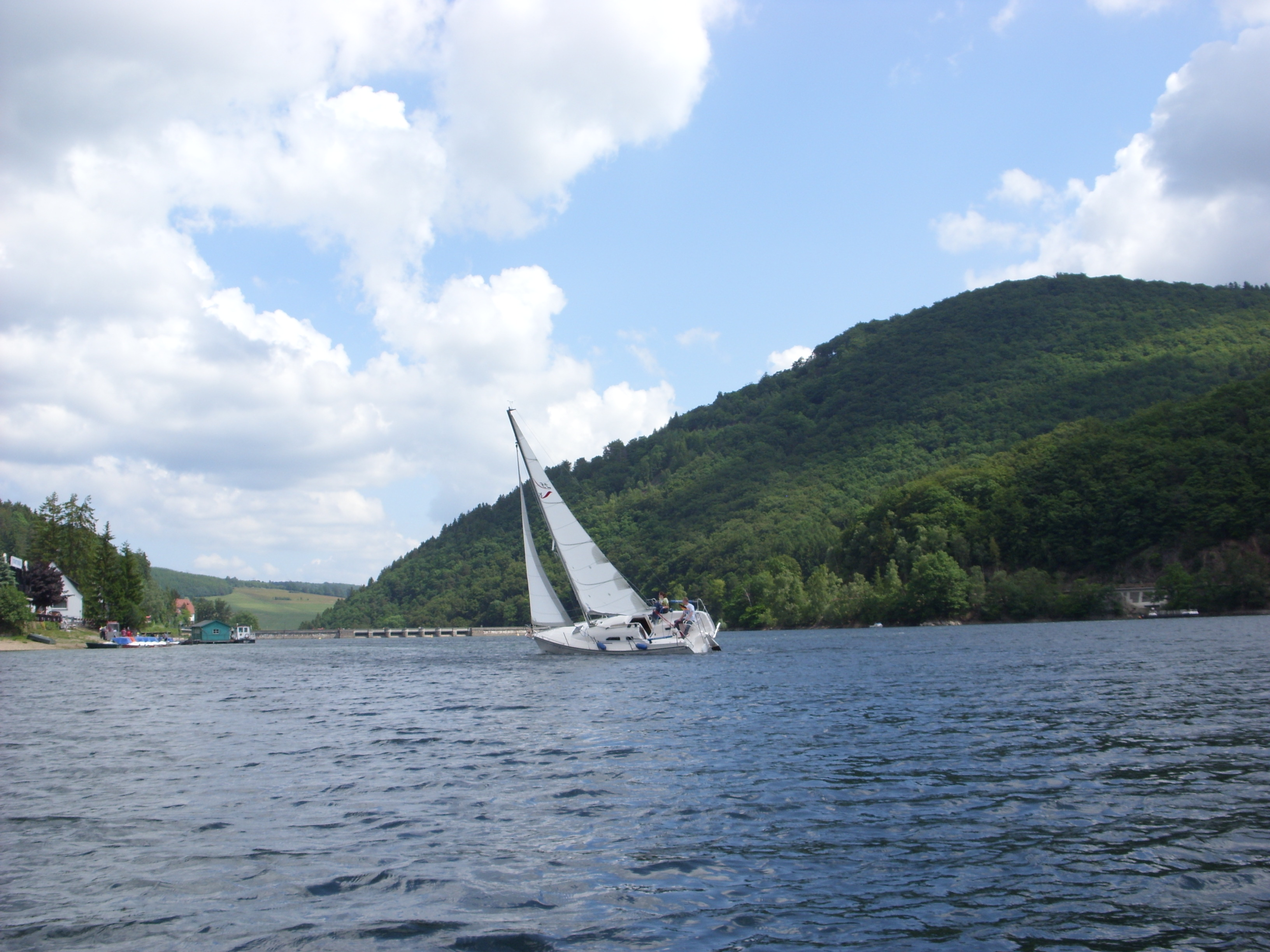
Daysailer mit einiger Krängung (Schieflage)

Wappen von Greven

Ein Segelboot ist ein Sportboot, das in erster Linie durch Windkraft betrieben wird. Vom Segelschiff unterscheidet es sich durch seine geringere Größe.
Segelboote können einerseits in Jollen (diese sind formstabil) und Kielboote (gewichtsstabil) aufgeteilt werden und zum anderen in Einrumpf- und Mehrrumpfboote (zum Beispiel Segelkatamarane). Gewichtsstabile Segelboote, die zudem auch über einen Wohnraum mit Kojen und Küche verfügen, werden oft als Segeljacht (auch -yacht) bezeichnet, insbesondere wenn sie länger als etwa 10 m sind. Boote mit Kojen und Küche kürzer als 10 m werden auch Daysailer („Tages-Segler“) genannt. Ein Daysailer kann sowohl ein Kielboot als auch ein Schwertboot oder ein Kielschwertboot sein.

## Unterscheidungsmerkmale und Begriffe
Segelboote haben in der Regel nur einen Mast, an dem Schratsegel geführt werden. Es gibt jedoch eine Vielzahl von Bautypen, die sich, abhängig vom Einsatzbereich und den damit verbundenen Anforderungen, unter anderem durch ihre Größe, die Konstruktion, das Baumaterial und die Takelung unterscheiden:
- Hinsichtlich der Rumpfform gibt es unter anderem die Konstruktionsmerkmale S-Spant, U-Spant und Knickspant.
- Nach Art und Form des Unterwasserschiffs, dem so genannten Lateralplan, werden unterschieden Schwertboote, Kielschwertboote und Segelboote mit starrem Kiel oder Kielflosse, unter letzteren zudem Langkieler, Kurzkieler und gemäßigte Kurzkieler.
- Nach der Takelungsart unterscheiden sich cat- und slupgetakelte Boote, heute eher selten sind die Zweimast-Konstruktionsformen Ketsch oder Yawl; nach der Art der Besegelung werden ferner Boote mit Hochsegel, Gaffelsegel, Lateinersegel und Sprietsegel unterschieden.

Zu Regattazwecken werden Segelboote in Bootsklassen eingeteilt, die die baulichen Eigenarten eines Bootstyps mehr oder weniger stark reglementieren. Für Regatten wird auch vorgegeben, wie viele Segler sich an Bord befinden müssen oder dürfen.
Alle Konstruktionsmerkmale wirken sich auf die Segeleigenschaften eines Segelbootes aus. Der Begriff „Segeleigenschaften“ (immer im Plural, da nicht gegeneinander abgrenzbar) bezeichnet Eigenschaften wie die erreichbare Geschwindigkeit bei einer bestimmten Windstärke, die dabei auftretende Krängung oder die maximale Höhe am Wind.
Leichte Segelboote, wie Jollen, die ein aufholbares Schwert besitzen, lassen sich sportlich segeln und reagieren auf kleinste Böen oder Steuerbewegungen des Rudergängers. Jollen und Jollenkreuzer werden aufgrund ihres geringen Tiefgangs und ihrer begrenzten Schwerwettertauglichkeit überwiegend auf Binnenseen und Randmeeren gesegelt.
Auf dem Meer werden hingegen meistens Kielboote benutzt, da sie eine wesentlich höhere Stabilität aufweisen. Durch das Gewicht des Kiels erhalten sie ein höheres aufrichtendes Moment, das dem Druck der Segel entgegenwirkt, und dadurch ein Kentern deutlich weniger wahrscheinlich macht. Klassische Kielboote mit Langkiel reagieren wesentlich träger auf Windböen oder Steuerbewegungen. Dank Erkenntnissen aus der Strömungslehre und neuen Bootsentwürfen lassen sich jedoch auch Kielboote sportlich segeln. Der Begriff Segelyacht bezeichnet insbesondere Kielboote mit einem bewohnbaren Rumpf. Mehr auf Komfort und Sicherheit als auf Geschwindigkeit ausgelegte Segelyachten mit einer Länge von mehr als etwa 10 Metern nennt man auch Fahrtenyachten. Solche können ganzen Familien längere Zeit als Wohnung dienen und Reisen rund um die Welt unternehmen.
Besonders große Segelyachten werden gelegentlich Maxi-Yachten genannt. Solche werden oft von sehr reichen Personen zu Repräsentationszwecken in Auftrag gegeben. Die längste Segelyacht der Welt ist die SY A mit über 142 Metern Länge.

## Antrieb
Den Vortrieb erhält ein Segelboot durch eine Kombination aus Winddruck auf die Segel, der Luftströmung um die Segel und den entgegengerichteten Widerstand des Lateralplans im Wasser. Physikalisch gesehen handelt es sich dabei um eine Vektoraddition mehrerer auf das Boot einwirkender Kräfte, die je nach Kurs zum Wind eine Anpassung der Segelstellung und des Segeltrimms erfordern. Um bei starker seitlicher Windeinwirkung einer übermäßigen Krängung oder einem Kentern entgegenzuwirken, verändert die Besatzung einer Jolle durch Gewichtsverlagerung den Schwerpunkt des Bootes. Sportlich genutzte Jollen sind für einen optimalen Gewichtstrimm oft mit einem Trapez ausgestattet. Bei Kielbooten übernimmt der Kiel diese Aufgabe, wobei beim sportlichen Segeln auch hier das Gewicht der Besatzung zusätzlich eingesetzt wird.
Ab einer gewissen Größe können Segelboote mit einem Motor ausgestattet werden, um Flauten zu überbrücken oder um im Hafen manövriert zu werden. Bei kleineren Booten ist dies oft ein Außenbordmotor, bei größeren Booten ein Einbaumotor. Jollen verfügen für diese Zwecke über Paddel. Die Leistung der verwendeten Motoren ist – verglichen etwa mit gleich schweren Landfahrzeugen – sehr gering, denn es ist nicht notwendig, Segelboote stärker zu motorisieren, als bis zum Erreichen der Rumpfgeschwindigkeit ausreichend ist. Einbaumotoren sind heute fast ausnahmslos Dieselmotoren, da sie als sicherer bezüglich auslaufender Treibstoffdämpfe gelten.

## Fachbegriffe
Wie in der Schifffahrt generell, sind auch im Segeln viele Fachausdrücke üblich (siehe Liste seemännischer Fachwörter). Die wichtigsten Fachbegriffe für die Teile einer Segeljolle (kleines Segelboot) stehen in der folgenden Tabelle, zusammen mit einer kurzen Erklärung der Funktion. Ebenfalls aufgeführt sind die entsprechenden englischen Namen, wie sie im internationalen Gebrauch üblich sind.

Teile einer Segeljolle, Erklärung siehe Tabelle links

| Nummer | Deutsche Bezeichnung              | Bemerkungen | Englische Bezeichnung     |
| ------ | --------------------------------- | --- | ------------------------- |
| 1      | Großsegel                         | Segel, das am Mast angeschlagen (befestigt) ist. | main sail                 |
| 2      | Vorsegel                          | Das Vorsegel eines Einmasters ist eine Fock oder eine Genua. | headsail (jib oder genoa) |
| 3      | Spinnaker                         | Bauchiges Vorsegel, wird anstelle von Fock oder Genua bei Vorwindkurs eingesetzt.                                                                                                   | spinnaker                 |
| 4      | Rumpf                             | Besteht klassischerweise aus Holz, heute aber fast ausschließlich aus Kunststoff | hull                      |
| 5      | Schwert, bei größeren Booten Kiel | Wirkt der Abdrift entgegen und ist Voraussetzung dafür, gegen den Wind aufkreuzen zu können                                                                                         | centre board bzw. keel    |
| 6      | Ruder                             | Ist mit der Pinne oder bei größeren Schiffen mit dem Steuerrad verbunden und dient der Richtungsänderung. Fachsprachlich korrekt wird ein Ruderboot mit Skulls bzw. Riemen bedient. | rudder                    |
| 7      | Skeg                              | Ruderleitflosse, bei neueren Konstruktionen oft nicht mehr in dieser Form vorhanden                                                                                                 | skeg                      |
| 8      | Mast                              | Traditionell aus Holz, heut meist aus Aluminium oder, wegen des Preises vorwiegend bei Rennjachten, aus Karbon oder ähnlichen Materialien.                                          | mast                      |
| 9      | Salinge                           | Spreizen die Wanten auseinander, um die Zugrichtung der Kräfte zu optimieren | spreader                  |
| 10     | Wanten                            | Stützen den Mast in Querschiffsrichtung, aufgeteilt in Unter- und Oberwanten. Bis zu drei Paare sind üblich.                                                                        | shrouds                   |
| 11     | Großschot                         | Dient der Einstellung des Großsegels, wird mit einem Flaschenzug oder einer Winsch bedient.                                                                                         | main sheet                |
| 12     | Baum                              | Wie der Mast traditionell aus Holz, heute meist aus Aluminium | boom                      |
| 13     | Lümmelbeschlag                    | Gelenk, das Baum mit Mast verbindet | gooseneck fitting         |
| 14     | Spinnakerbaum                     | Beim Fahren unter Spinnaker verwendet | spinnaker pole            |
| 15     | Backstag                          | Sichert den Mast gegen vorne | backstay                  |
| 16     | Vorstag                           | Sichert den Mast gegen hinten, an ihm wird auch das Vorsegel aufgezogen | fore stay                 |
| 17     | Baumniederholer                   | Verhindert das unkontrollierte Steigen des Baumes auf Vorwindkurs | boom vang                 |

## Baumaterialien
Das traditionelle Bootsbaumaterial von Segelbooten ist Holz, das mit Lack einen schützenden Anstrich erhält. Seit Mitte des 20. Jahrhunderts kommen überwiegend andere Bootsbaumaterialien zum Einsatz. Moderne Segelbootrümpfe bestehen aus glasfaser- oder kohlenstofffaserverstärktem Kunststoff bzw. aus Stahl oder Aluminium. Das Gleiche trifft auf Masten und Bäume zu.
Wanten und Stage, das so genannte stehende Gut, bestehen heute zumeist aus Nirosta-Stahlseilen, die Leinen zur Bedienung der Segel, das laufende Gut, aus Kunst-Fasern.
Auch die Segel, früher aus Leinen oder Baumwolle, sind heute aus Kunstfasern oder Folien gefertigt.

## Kielformen

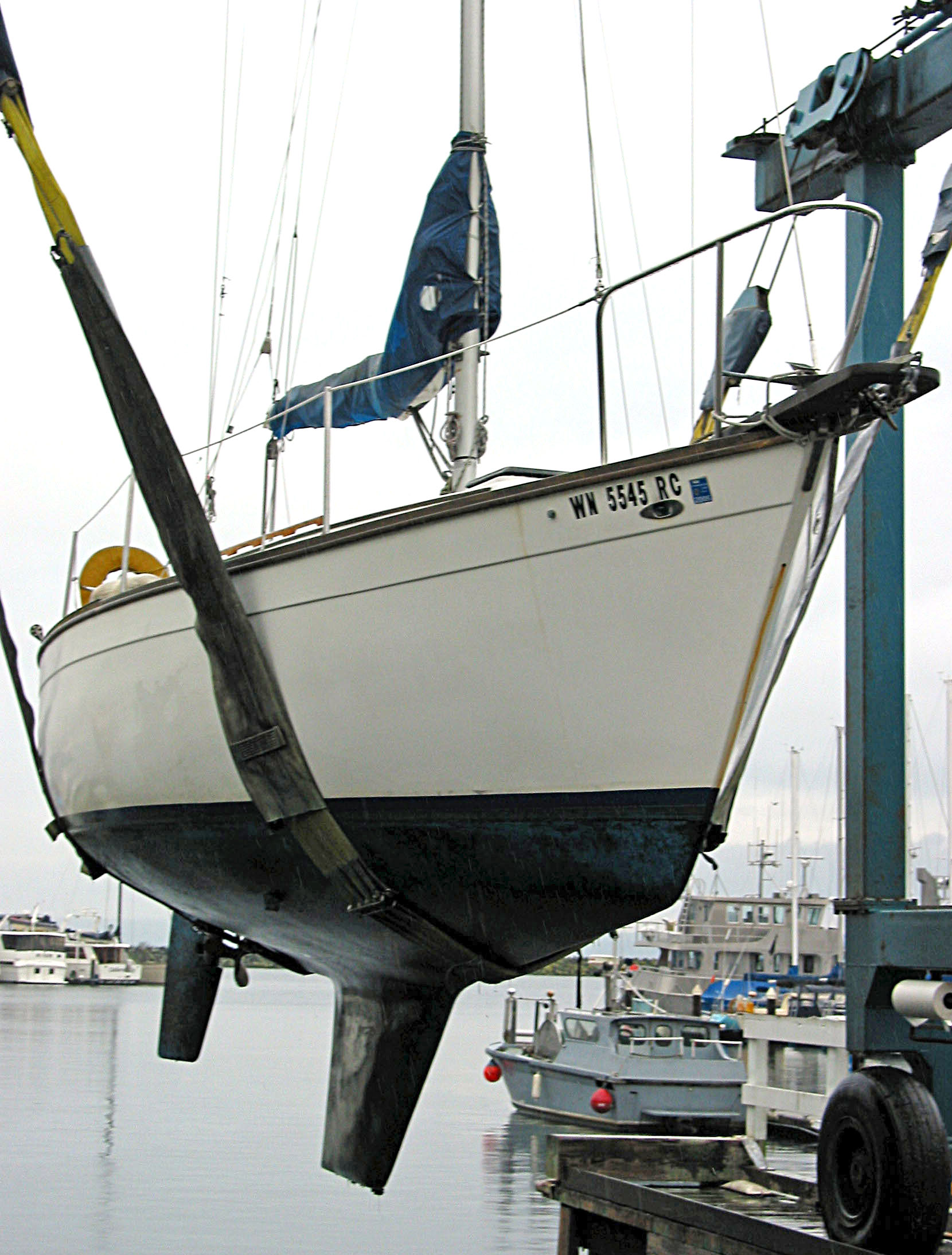
Das Unterwasserschiff einer Segelyacht mit Flossenkiel und Ruderblatt

Während Jollen ein Schwert verwenden, um der Abdrift entgegenzuwirken, unterscheidet man bei Segelyachten im Wesentlichen zwei Typen von Kielen. Im Gegensatz zum Schwert ist ein Kiel sehr schwer und wirkt damit auch der Krängung entgegen. Ein weiterer Unterschied ist, dass Schwerter aufgeholt werden können, um den Tiefgang und den Wasserwiderstand zu reduzieren, während Hubkiele die Ausnahme darstellen. Der Kiel oder das Schwert erzeugt bei Am-Wind- oder Halbwindkursen einen hydrodynamischen Auftrieb nach Luv und ermöglicht dadurch das Kreuzen gegen den Wind. Als Vereinfachung kann man sich vorstellen, dass die große Fläche des Unterwasserschiffs ein durch den Wind verursachtes Driften zur Seite verhindern bzw. vermindern soll.
Klassische Yachten haben meist einen sogenannten Langkiel, der bis zu drei Vierteln der Schiffslänge ausmachen kann. Modernere Yachten werden dagegen fast ausnahmslos mit kurzem Flossenkiel, an dessen unterem Ende sich oft noch als zusätzliches Gewicht eine Kielbombe befindet, gebaut.
Eine Sonderform ist bei Yachten ein Schwert, das allerdings per se die Yacht nicht vor dem Kentern schützen kann. Um die Yacht dennoch kentersicher zu machen, wird der Ballast im Inneren des Bootes gelagert. Diese Konstruktion bedarf, wegen des kürzeren Hebelarmes, eines höheren Ballastanteiles als eine Kielyacht. Der Vorteil ist, dass die Yacht bei aufgeholtem Schwert trockenfallen kann, ohne Schäden am Rumpf befürchten zu müssen.
Vor allem bei modernen Regattayachten kommen zunehmend Kippkiel e(engl. canting keel) zum Einsatz, Flossenkiele mit Bleibombe, die rechtwinklig zur Schiffsachse ausgestellt werden können. Kippkiele optimieren die Gewichtsverteilung, wenn die Yacht krängt und ermöglichen, im Verhältnis zu gleichartigen Schiffen mit starrer Kielflosse, die Reduzierung des Gesamtgewichtes.
Ein Sonderfall sind die so genannten Kimmkiele, kurze Flossenkiele, die paarig an den Seiten des Rumpfes ansetzen. Sie ermöglichen in Gewässern mit ausgeprägtem Tidenhub das Trockenfallen, da die Yacht auf beiden Kimmkielen stehen kann. Derartig ausgestattete Yachten werden Kimmkieler und Doppelkieler genannt. Selten sieht man auch Schiffe mit einem dritten Kiel zwischen den beiden Kimmkielen, so genannte Dreikieler.

## Takelung
Segelyachten verfügen meist über ein oder zwei Masten. Sie werden fast ausschließlich mit Schratsegeln gesegelt. Diese kommen in Form von Stagsegeln, Hochsegeln, Sprietsegeln, Luggersegeln oder Gaffelsegeln vor.

### Einmastige Segelyachten

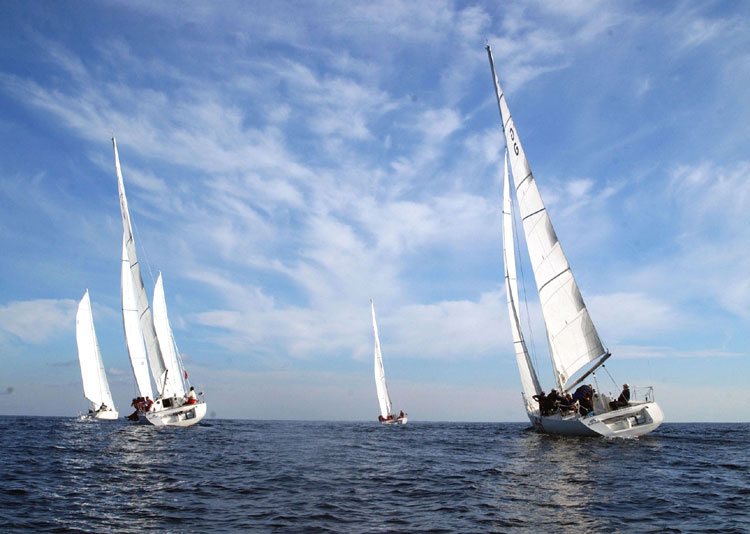
Slupen (Einmaster mit Schratsegeln) während einer Regatta

Die gebräuchlichste Form von Segelyachten ist die Slup, eine Segelyacht mit einem Mast und zwei Hauptsegeln (Großsegel und Vorsegel).
Slupen werden auf verschiedene Arten getakelt. Das Großsegel ist in fast allen Fällen als Hochsegel ausgeführt. Das Vorsegel kann die gesamte Masthöhe ausnutzen oder erst unterhalb der Mastspitze (Masttopp) ansetzen.
Segelyachten mit mehr als einem Vorsegel bezeichnet man als Kutter. Gewöhnlich verfügen Kutter neben dem Großsegel normalerweise über Fock und Klüver als Vorsegel. Das Großsegel kann als Hochsegel oder als Gaffelsegel ausgeführt sein (Gaffelkutter).

### Zweimastige Segelyachten

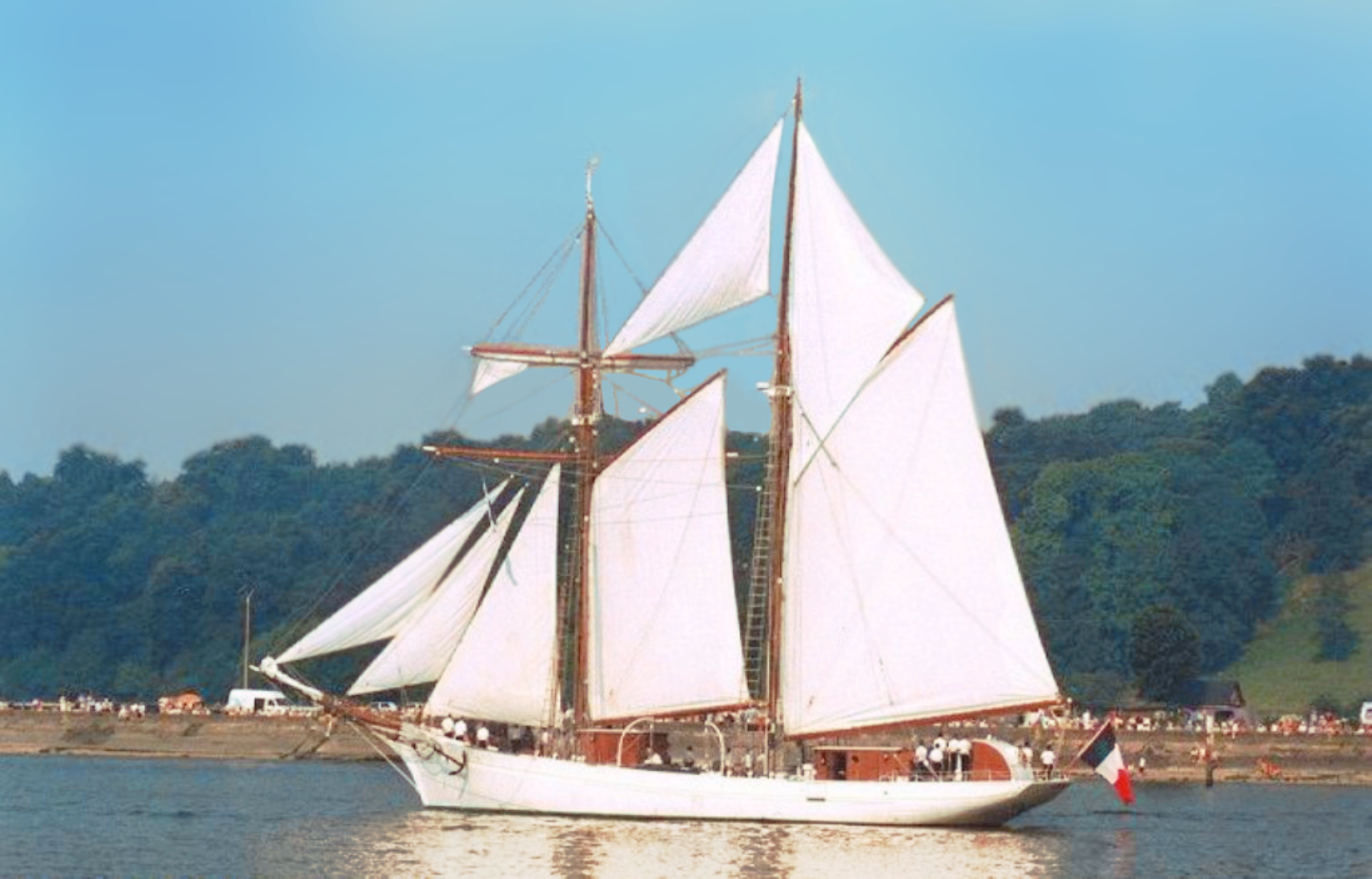
Französischer Schoner L’Etoile mit Toppsegelschonertakelung: von vorn beginnend Außenklüver, Innenklüver, Fock, Schonersegel, Bramstagsegel, Großsegel und Gaffeltoppsegel. Die Rahtoppsegel am Schonermast sind nicht gesetzt.

Bei den zweimastigen Segelyachten unterscheidet man anhand des Riggs zwischen Schoner, Ketsch und Yawl.
Bei Schonern ist der achtere (hintere) Mast höher als der vordere (oder beide sind gleich hoch); der achtere Mast wird daher als Großmast bezeichnet, der vordere als Fockmast. Häufig gehört zum Schonerrigg auch ein Klüverbaum. Da die Schonertakelung heute bei Neubauten unüblich ist, sind Schoner meist mit der früher üblichen Gaffeltakelung versehen.
Eine weitere Präzisierung der Takelage ist über die Art des Großsegels möglich (Gaffelschoner, Rahsegelschoner). Ein Toppsegelschoner kann noch ein zusätzliches Segel über dem Großsegel tragen (das sogenannte Toppsegel).
Bei Ketschen und Yawls ist der achtere Mast kleiner als der vorn stehende Großmast, man spricht dann von einem Besanmast. Bei einer Ketsch steht der Besan innerhalb der Wasserlinie, bei Yawls außerhalb (deswegen ist der Besan bei Yawls oft so kurz, dass man auch von Eineinhalbmastern spricht).
Auch hier kann ein Klüverbaum das Rigg ergänzen. Moderne Ketschen fahren oftmals Hochsegel (Bermudasegel), früher waren aber auch Gaffelketschen und andere Takelungen üblich. Hier ist ebenfalls eine Präzisierung nach Art des Großsegels möglich.
Die Anzahl der Vorsegel kann bei Ketschen und Yawls variieren, steigt aber häufig mit der Schiffsgröße.

### Sonderformen der Beseglung
Für besondere Einsatzzwecke (z. B. Einhandsegeln) werden Segelyachten mit ungewöhnlichen Segelformen konstruiert, z. B. Segelyachten mit Dschunkenrigg.
Segelyachten der Megayacht-Klasse greifen meist auf die Beseglung von historischen Segelschiffen zurück oder wirken wie eine überdimensionale Ausführung einer Slup oder eines Kutters. Ausnahmen bilden Mehrmastschoner wie beispielsweise der spektakuläre hochgetakelte Viermastschoner Phocea.

## Ausrüstung

### An Deck
Zum Segeln gehört, neben der Takelage und den Segeln, noch diverse andere Ausrüstung dazu. Zum Bedienen der Segel werden verschiedene Leinen benötigt, etwa Fallen und Schoten. Je größer das Boot ist und je sportlicher es gesegelt werden soll, umso mehr zusätzliche Leinen zum optimalen Einstellen der Segel sind vorhanden. Bei modern eingerichteten Booten enden alle Leinen in der Plicht (auch Cockpit genannt), wo sie einfach zugänglich sind. Bei älteren Booten werden die Fallen vom Mast aus bedient, was den Nachteil hat, dass sich etwa zum Einholen des Segels jemand dorthin begeben muss, was bei hohem Seegang schwierig und nicht ungefährlich ist. Zum Bedienen der Leinen finden sich im Cockpit Winschen, damit die großen Kräfte, die auftreten, bewältigt werden können.
Am Rand des Decks eines Segelbootes finden sich Klampen, um das Boot mit Leinen an Land festmachen zu können. Darüber ist eine Reling angebracht, die ein Über-Bord-Fallen verhindern soll.

### Sicherheitsausrüstung
Die Sicherheitsausrüstung von Sportbooten wird von jenem Staat vorgeschrieben, unter deren Flagge es fährt oder, bei nationalen Gewässern, auf denen es sich bewegt. Dazu gehören beispielsweise Rettungswesten in genügender Zahl oder Feuerlöscher. Auch das Mitführen eines Ankers ist gelegentlich vorgeschrieben.

### Unter Deck

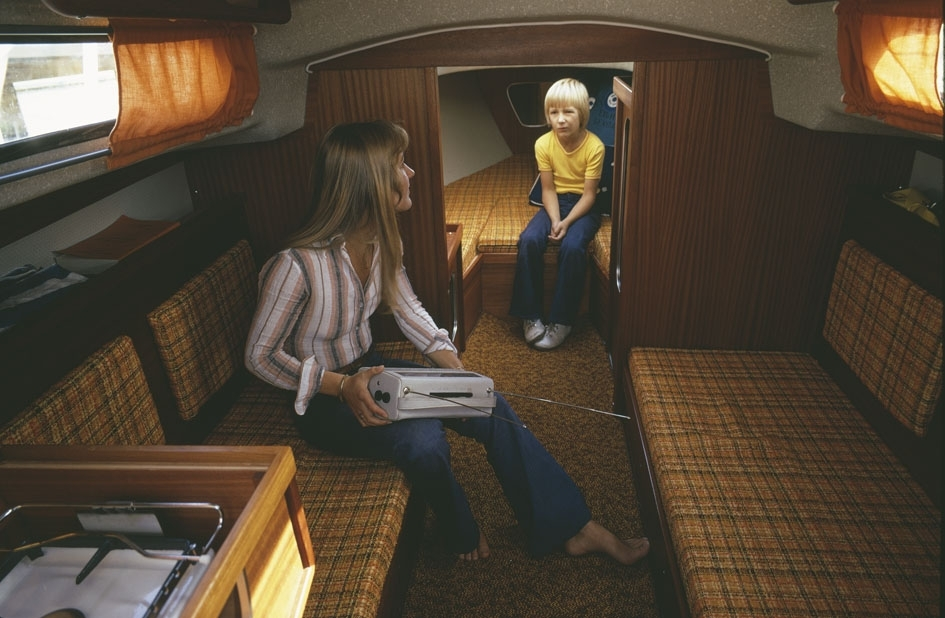
Blick in die Kabine einer Albin Viggen

Auf Segelyachten findet man unter Deck vieles, was auch etwa beim Camping verwendet wird: Gas- oder Benzinkocher mit Küchenausrüstung, Kojen zum Schlafen, auch Nasszellen mit Toiletten gehören heute dazu. Als Besonderheit auf Schiffen ist der meist vorhandene Navigationstisch zu erwähnen. Dies ist der Platz, der für Kartenarbeiten reserviert ist und wo sich oft auch Funkgeräte, GPS mit Kartenplotter und die Elektroverteilung für die Lichter befindet.
Für die Fahrt muss die Ausrüstung gut gesichert sein. Bei Seegang durch die Kabine fliegende Ausrüstung ist gefährlich und oft auch zerbrechlich. Yachten können tage- oder wochenlang unterwegs sein, ohne einen Hafen anzulaufen. Die Ausrüstung muss also auch während des Segelns verwendet werden können. Kochfelder werden daher meistens kardanisch aufgehängt, so dass sie auch bei Krängung in der Horizontalen bleiben und kein Kochgut ausläuft.
Zur Ausrüstung gehört auch ein Satz geeignetes Werkzeug und Ersatzteile für die wichtigsten Komponenten (Ersatzlichter, Sicherungen, Motorenersatzteile, Segelreparaturkitt), denn mitten auf dem Meer ist auch kein Pannendienst verfügbar.

## Klassische Yachten

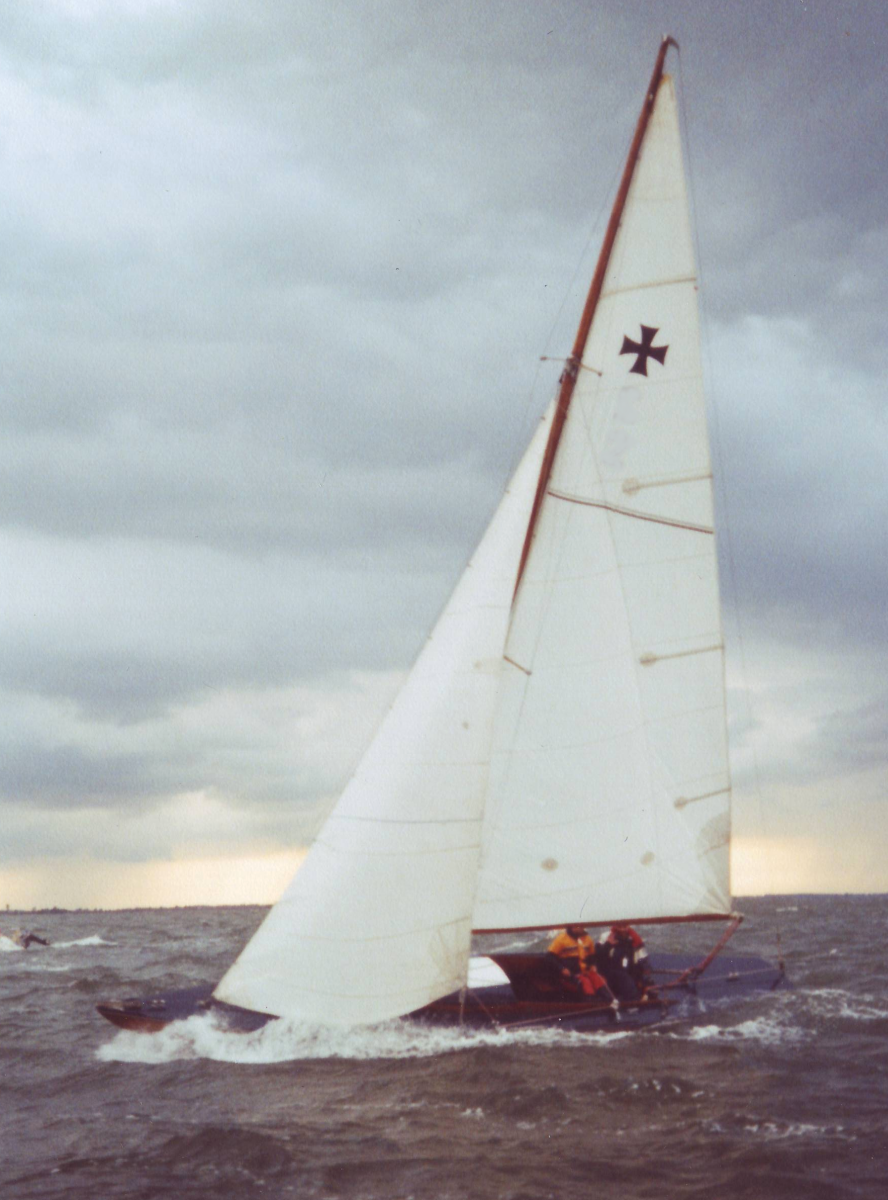
Klassische Segelyacht von 1935

Unter klassischen Yachten versteht man Yachten, die vor 1970 in Holz, Stahl oder Aluminium gebaut wurden, und die sich in einem weitgehend originalen Erhaltungszustand befinden oder entsprechend restauriert wurden. Klassische Yachten, die eine moderne Ausrüstung (Beschläge, Rigg, Carbonsegel) fahren, die zum Zeitpunkt des Baus dieser klassischen Yacht noch nicht zur Verfügung standen, werden differenzierend auch Vintage-Yachten genannt. Die Freunde klassischer Yachten sind in Deutschland im Freundeskreis Klassische Yachten organisiert.